# ثنائي فينيل الأمين
ثنائي فينيل الأمين هو مركب عضوي صيغته الكيميائية C12H11N، ويوجد على هيئة صلب عديم اللون. يعد هذا المركب مشتق من مشتقات الأنيلين، وهو يتألف من أمين متصل بمجموعتي فينيل.

## التحضير
يحضر المركب من تفاعل نزع أمين من الأنيلين بوجود حفاز أكسيدي:
{\displaystyle \mathrm {2\ C_{6}H_{5}NH_{2}\longrightarrow (C_{6}H_{5})_{2}NH+NH_{3}} }

## الخواص
يوجد المركب في الشروط القياسية على هيئة صلب عديم اللون، وهو ذو انحلالية ضعيفة في الماء (40 مغ/الليتر)، لكنه سهل الانحلال في الإيثانول.
يتفاعل هذا المركب مع الكبريت ليعطي مركب فينوثيازين:
{\displaystyle {\ce {(C6H5)2NH + 2 S -> S(C6H4)2NH + H2S}}}
أما التفاعل مع اليود فيعطي الكربازول:
{\displaystyle {\ce {(C6H5)2NH + I2 -> (C6H4)2NH + 2 HI}}}
أما التفاعل مع يودوبنزين فيعطي ثلاثي فينيل الأمين.

## الاستخدامات
يستخدم مركب ثنائي فينيل الأمين في مجال الزراعة مبيداً للفطريات؛ كما يستخدم من أجل تثبيط أكسدة التربين فرنيسين α-Farnesen.